# Língua nunukul
Nunukul (Nununkul, Nunugal) ou Munjan (Moonjan) (Meanjin) é uma língua extinta de Queensland, na Austrália.

## Vocabulário
Algumas palavras da língua Nunukul/Munjan, conforme soletradas e escritas por autores nunukul/munjan incluem:[carece de fontes?]
- Gooboora: a piscina silenciosa
- Oodgeroo: árvore de casca de papel
- Woor: diabo / ser maligno